# ليزا دود
ليزا دود (بالإنجليزية: Lisa Dodd)‏ هي لاعبة كرة لينة أمريكية، ولدت في 4 سبتمبر 1984 في سان دييغو في الولايات المتحدة.